# 阻抗分析仪
阻抗分析仪是一种电子测试仪器。它可以测量复数电阻抗随测试频率的变化。阻抗是表征电子器件，电子电路和元件材料的一个很重要的参数。另外，阻抗分析可以还被应用到介电材料，比如生物组织，食品和地质样本中。
阻抗分析仪有三种截然不同的的硬件配置，分别用来测量超低频到超高频的频率范围，以及µΩ到TΩ的幅值范围。

## 基本原理
阻抗分析仪是一种能够测量复数电阻抗随频率变化的仪器。它的原理是通过相敏检测，同时测量器件在扫频测试过程中的电流和电压。阻抗分析仪的主要参数分别是频率范围，阻抗范围，阻抗幅值的精度和相位精度。更进一步的还包括测量速度，以及在测试中施加电压或者电流偏置的功能。
阻抗分析仪一般能够提供高精度的阻抗测量，比如0.05%的基本精度，从µHz到GHz的频率范围，从µΩ到TΩ的幅值范围, 同时还有10 mdeg的相位精度。测得的阻抗包含阻抗幅值，实部，虚部，以及由电压和电流造成的相位（差）。根据等效电路模型，一些阻抗参数包括电导，电感和电容，即可被轻松的计算并显示出来。

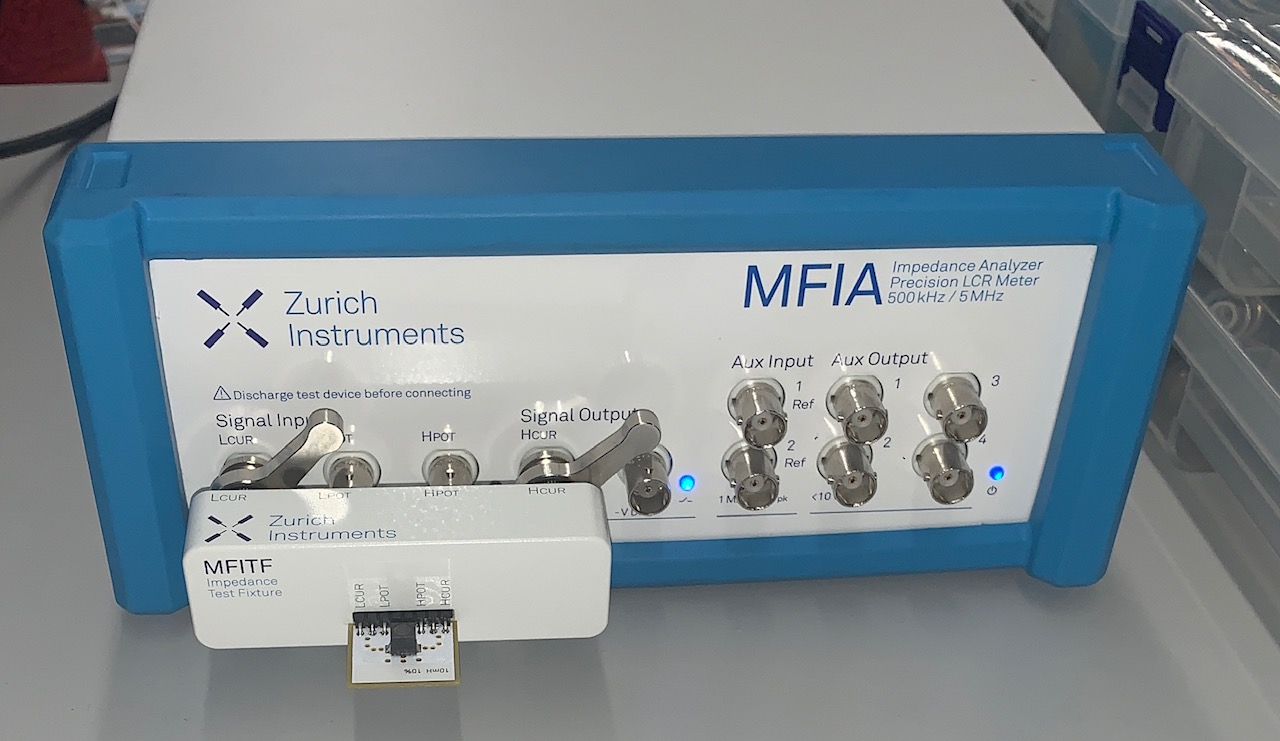
计算机控制的基于电流-电压法的苏黎世仪器MFIA阻抗分析仪。图中标配有阻抗测试夹具。

与阻抗分析仪相比，LCR表也提供了阻抗测量的功能。一般来说，它的精度比较接近阻抗分析仪，但是频率范围较低。同时，LCR表只能测量固定频率下的阻抗，不能扫频，也不能图形化显示测量结果。
| 方法                       | 频率范围         | 阻抗范围         | 基本精度 |
| -------------------------- | ---------------- | ---------------- | -------- |
| Direct I-V (电流-电压测量) | µHz to 50 MHz    | 10 µΩ to 100 TΩ  | 0.05%    |
| ABB (自动平衡电桥)         | 20 Hz to 120 MHz | 10 mΩ to 100 MΩ  | 0.05%    |
| RF-IV (射频电流-电压测量)  | 1 MHz to 3 GHz   | 100 mΩ to 100 kΩ | 1%       |

除此之外，网络分析仪（VNA）也能被用来测试阻抗。与阻抗分析仪不同，VNA一般可以测量到更高的频段，但是精度却很低。

## 应用
阻抗分析仪的应用很广泛，包括材料分析，器件表征，元件测试，和生物阻抗。

## 电抗图
大部分的阻抗分析仪出厂的时候都包含电抗图,用来显示固定频率下对应的容抗以及感抗。只需要把对应的仪器精度图叠加在这上面，就可以帮助用户快速的检索到某频率和电抗下可以期待达到的测试精度。

## 查看更多
- 阻抗
- 矢量网络分析仪